# Třída Gueydon
Třída Gueydon byla třída pancéřových křižníků francouzského námořnictva. Celkem byly postaveny tři jednotky této třídy. Ve službě byly v letech 1902–1935. Účastnily se první světové války. Jeden byl ve válce potopen a ostatní byly vyřazeny.

## Stavba
Celkem byly postaveny tři jednotky této třídy. Do služby byly přijaty v letech 1902–1905.
Jednotky třídy Gueydon:
| Jméno           | Loděnice                                         | Založení kýlu | Spuštěna      | Vstup do služby | Poznámka                                                                                |
| --------------- | ------------------------------------------------ | ------------- | ------------- | --------------- | --------------------------------------------------------------------------------------- |
| Gueydon         | Arsenal de Lorient                               | srpen 1898    | září 1899     | 1. září 1903    | Od roku 1928 cvičná loď, od roku 1935 plovoucí kasárna. Roku 1942 sešrotován.           |
| Montcalm        | Forges et Chantiers de la Méditerranée, La Seyne | srpen 1898    | březen 1900   | 24. března 1902 | Od roku 1933 plovoucí kasárna.                                                          |
| Dupetit-Thouars | Arsenal de Toulon                                | duben 1899    | červenec 1901 | 28. srpna 1905  | Dne 7. srpna 1918 byl jihozápadně od mysu Finisterre potopen německou ponorkou SM U-62. |

## Konstrukce

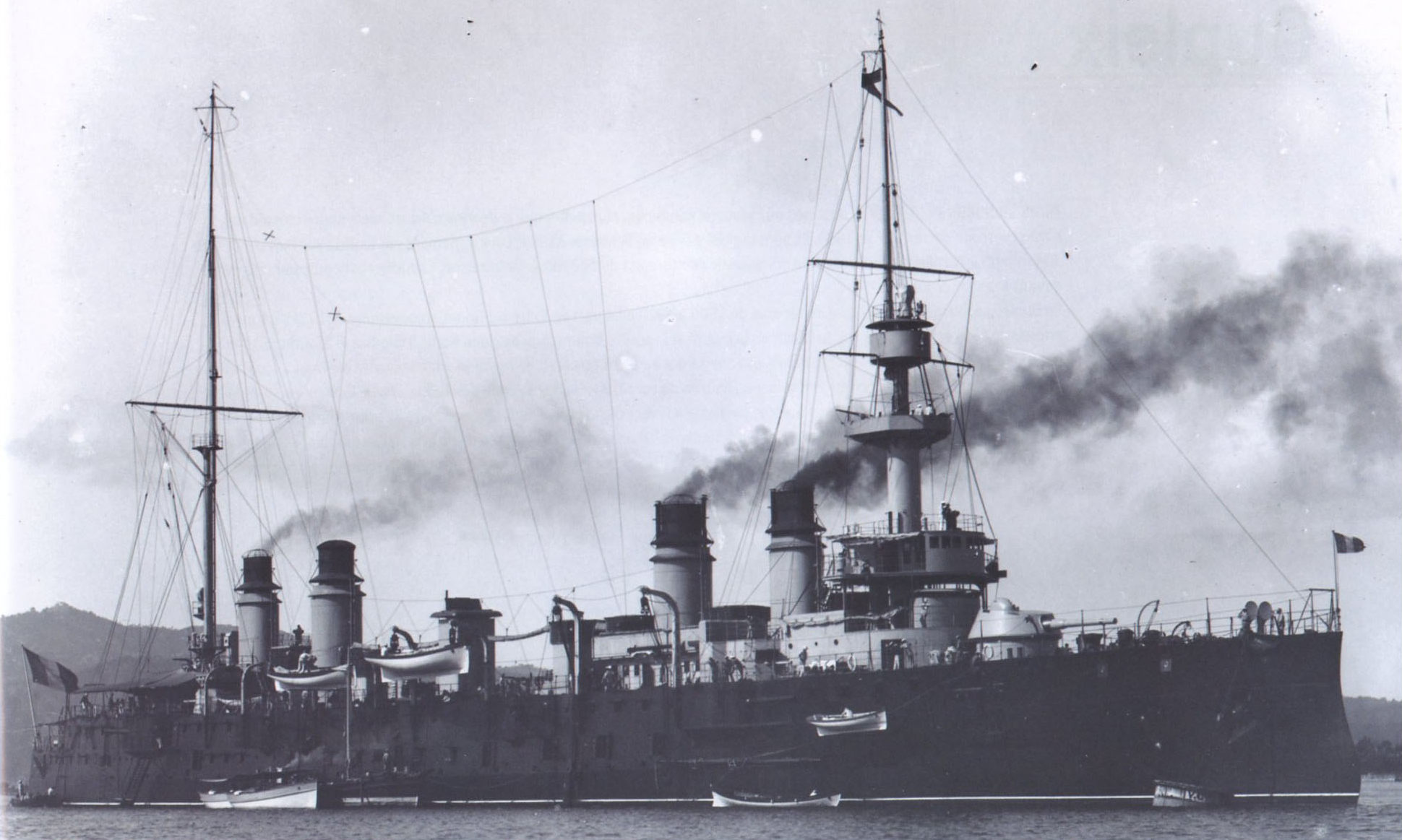
Dupetit-Thouars

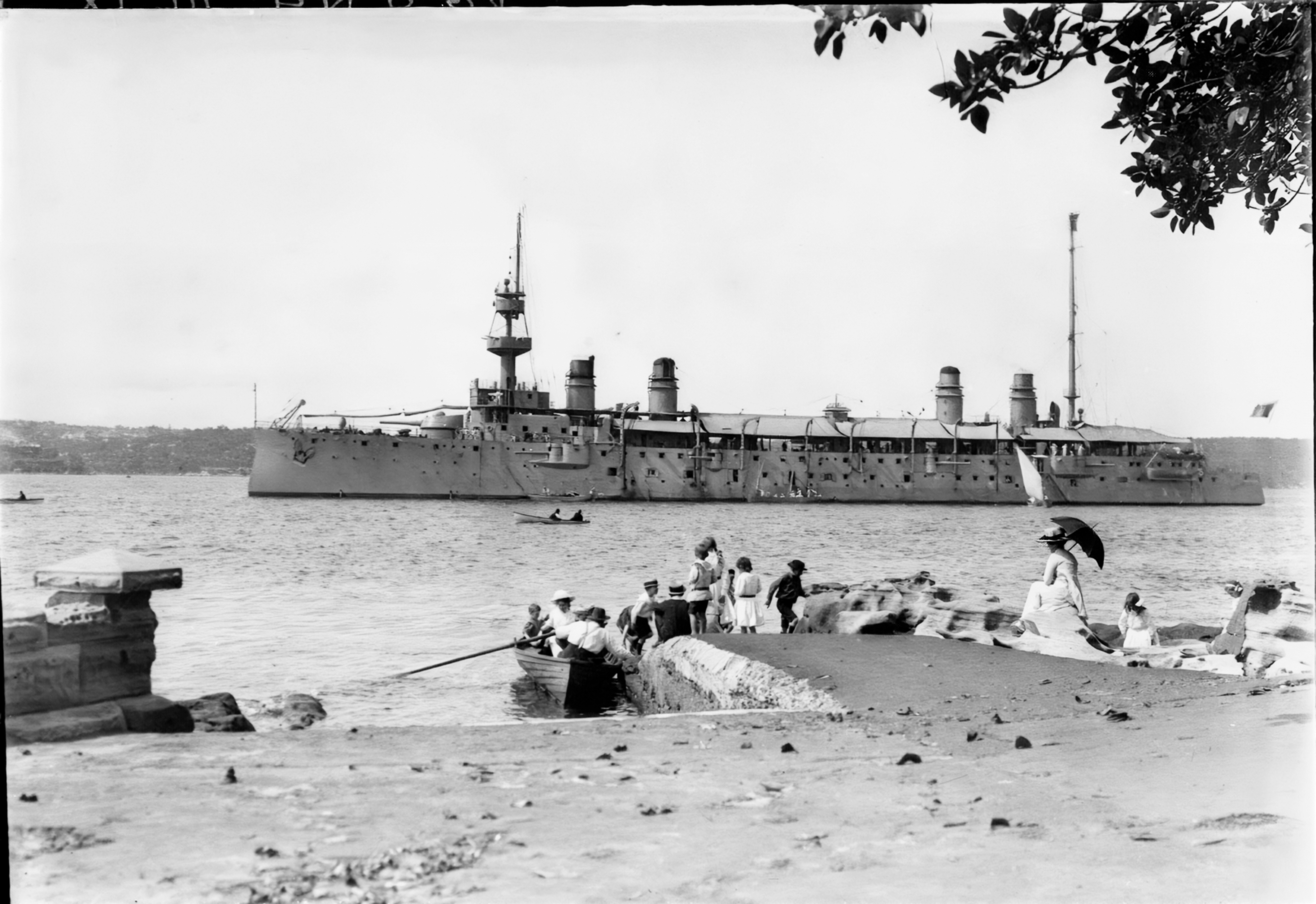
Montcalm

Hlavní výzbroj tvořily dva 194mm kanóny v jednodělových věžích, které doplňovalo osm 165mm kanónů sekundární ráže v kasematech. Dále nesly čtyři 100mm kanóny, šestnáct 47mm kanónů, čtyři 37mm kanóny a dva 450mm torpédomety. Pohonný systém křižníku Gueydon tvořilo 28 kotlů a tři parní stroje s trojnásobnou expanzí o výkonu 19 600 hp, pohánějící tři lodní šrouby. Nejvyšší rychlost dosahovala 21 uzlů. Dosah byl 5000 námořních mil při rychlosti 18 uzlů.